# 大前光康

大前光康（英語：Ohmae Mitsuyasu、日語：おおまえ みつやす），是一名台灣個人勢虛擬Youtuber。
粉絲名是「領民」、粉絲對自身的愛稱則為「お前（你）」。

## 簡介
大前家的繼承者。為了累積人望而開始了Vtuber活動。自2019年開始嘗試自力成為Vtuber、2021年開設頻道、2024年5月6日出道。
大前光康身高180公分、生日是5月4日（日語「武士」的諧音、みどりの日），外觀是一名戴著巨大脇立頭盔、身穿綠色陣羽織的武士。
名字是因為「想要取一個積極正向的藝名」而來。雖然是日本名字，但實際上是土生土長的台灣人。
直播頻率偏低。由於是純素人且積極嘗試非母語的日語，直播中會出現口吃和句子斷斷續續、思考跟不上的情況。
喜歡試著為台本配音、唱歌、畫畫，但都不算擅長；愛吃義大利麵和日式炸豬排；學生時代有持續接觸足球和籃球的經驗。
在2025年2月參展FF44之後，比起在Youtube活動更常出現在推特上。雖然平常在推特上不時會提到跟現實朋友出去玩的事，乍看之下給人一種朋友很多的外出派的印象，但在Vtuber業界內其實只和日本Vtuber野田六実和台灣Vtuberいくせん有過接觸。
自認比起Vtuber更像粉絲。喜歡的Vtuber有空星きらめ、アンジュ・カトリーナ、来栖夏芽、剣持刀也和英リサ。

## 經歷
・2019年開始嘗試自力成為Vtuber。
・2021年11月1日開設頻道。
・2024年5月6日初配信。
・2025年1月31日獲得JLPT 日本語能力試驗N2資格。
・2025年2月7日參展FF44。
・2025年5月4日參展PF42。
・2025年5月6日出道一週年。

## 外部連結
- 大前光康的推特 （繁體中文）（页面存档备份，存于）